# Olios tiantongensis
Olios tiantongensis là một loài nhện trong họ Sparassidae.
Loài này thuộc chi Olios. Olios tiantongensis được miêu tả năm 1996 bởi Zhang & Joo-Pil Kim.